# اولا لکووا
اولا لکووا (اوکراینی: Ольга Олександрівна Ляхова؛ زادهٔ ۱۸ مارس ۱۹۹۲) ورزشکار دو و میدانی اهل اوکراین است.
وی در مسابقات کشوری و بین‌المللی در مجموع برندهٔ ۱ مدال نقره و ۲ مدال برنز شده‌است. (او در مسابقات قهرمانی اروپا ۲۰۱۸ و مسابقات داخل سالن اروپا ۲۰۱۹ مدال برنز گرفت است.)